# Bégadan
Bégadan – miejscowość i gmina we Francji, w regionie Nowa Akwitania, w departamencie Żyronda.
Według danych na rok 1990 gminę zamieszkiwały 913 osoby, a gęstość zaludnienia wynosiła 41 osób/km² (wśród 2290 gmin Akwitanii Bégadan plasuje się na 463. miejscu pod względem liczby ludności, natomiast pod względem powierzchni na miejscu 453.).